# Liste der Naturdenkmale im Landkreis Nordwestmecklenburg
Die Liste der Naturdenkmale im Landkreis Nordwestmecklenburg nennt die Listen der im Landkreis Nordwestmecklenburg in Mecklenburg-Vorpommern gelegenen Naturdenkmale.
Nach der Überarbeitung der Naturdenkmalverordnung im Jahr 2021 gab es im Landkreis 167 Baumnaturdenkmale.
Dazu kommen aus älteren Verordnungen mindestens 35 Flächennaturdenkmale sowie einige Findlinge.

## Naturdenkmallisten
Die Liste der Naturdenkmale im Landkreis ist in Teillisten geteilt.
| Kommune/Amt                      | Liste                                                       |
| -------------------------------- | ----------------------------------------------------------- |
| Grevesmühlen                     | Liste der Naturdenkmale in Grevesmühlen                     |
| Insel Poel                       | Liste der Naturdenkmale in Insel Poel                       |
| Wismar                           | Liste der Naturdenkmale in Wismar                           |
| Amt Dorf Mecklenburg-Bad Kleinen | Liste der Naturdenkmale im Amt Dorf Mecklenburg-Bad Kleinen |
| Amt Gadebusch                    | Liste der Naturdenkmale im Amt Gadebusch                    |
| Amt Grevesmühlen-Land            | Liste der Naturdenkmale im Amt Grevesmühlen-Land            |
| Amt Klützer Winkel               | Liste der Naturdenkmale im Amt Klützer Winkel               |
| Amt Lützow-Lübstorf              | Liste der Naturdenkmale im Amt Lützow-Lübstorf              |
| Amt Neuburg                      | Liste der Naturdenkmale im Amt Neuburg                      |
| Amt Neukloster-Warin             | Liste der Naturdenkmale im Amt Neukloster-Warin             |
| Amt Rehna                        | Liste der Naturdenkmale im Amt Rehna                        |
| Amt Schönberger Land             | Liste der Naturdenkmale im Amt Schönberger Land             |